# وسام جاد الله
وسام جاد الله (1980-2023) هو رياضي فلسطيني، ولد في مخيم جباليا شمال مدينة غزة، حصل على درجة الدكتوراه من كلية التربية الرياضية في مصر، وصاحب أعلى شهادة في لعبة كرة الطائرة في فلسطين، وأكاديمي في كلية التربية الرياضية في جامعة الأقصى. انضّم لفريق كرة الطائرة في نادي الصداقة، وحقق العديد من البطولات العربية، منها الدوري والكأس والسوبر، واعتزل اللعب ليتجه إلى تدريب عدة فرق أبرزها الصداقة، وشباب، وخدمات جباليا واتحاد الشجاعية. ثم أصبح مدرباً في المنتخب الوطني الفلسطيني لكرة الطائرة.

## وفاته
قُتل في 12 ديسمبر 2023 جراء قصف القوات الجوية الإسرائيلية لمنزله الواقع في مخيم جباليا بقطاع غزة، وذلك في إطار الرد الإسرائيلي على عملية طوفان الأقصى.